# Ahaggar
Ahaggar ili Hoggar (tuareški: Idurar Uhaggar, Ahaggar, ar. جبال هقار‎, ber. idurar n Ahaggar) je gorje na jugu Sahare u južnom dijelu Alžira (alžirska Sahara). Obuhvaća preko 100.000 km². Najviši vrh je Tahat s 3003 metara nadmorske visine. Građen je od prekambrijskih kristalnih škriljevaca, koji su mjestimično prekriveni tercijarnom i kvartarnom lavom. Klima je pustinjska. Stanovnici su većinom Tuarezi, koji se bave stočarstvom (ovce, koze i deve). U podgorini je znatan broj plodnih oaza, od kojih je u južnom podnožju glavna oaza Tamanrasset koja se ranije zvala Fort Laperrine. U oazama se uzgajaju žitarice i datulje. U Ahaggaru su otkrivena nalazišta nikla, bakra, platine i dijamanata, kao i mnogi tragovi stare kulture.

## Vanjske poveznice
Sestrinski projekti
|  | Zajednički poslužitelj ima još gradiva o temi Ahaggar |